# Stade du 19-Mai d'Ankara
Le stade du 19-Mai d'Ankara était un stade ouvert en 1936 à Ankara pour diverses utilisations. Il est le deuxième plus grand stade d’Ankara . Son nom commémore la date du 19 mai 1919.

## Histoire et Structures
Le stade est utilisé pour les compétitions de football par Ankaragücü, Gençlerbirliği, Hacettepe et aussi pour divers pour les utilisations cérémonies et des manifestations officielles.
Le projet de Vietti Violi est le premier d'une série de complexes sportifs à la suite d'un concours d'architecture en Turquie. Ce complexe est le premier stade symbolique pour République de Turquie. Le stade est important de sa structure socio culturelle et aussi de sa perspective fonctionnelle.
La totalité de la construction intérieure et extérieure est constitué des tribunes et des vestiaires, un stade d'athlétisme, d’un hippodrome, d’un vélodrome, un stade de rugby et football, un stade de basket-ball, des courts de tennis, d’une salle de gymnastique, de deux piscines de 33 à 60 mètre de long, vestiaires, salles de sport pour les clubs sportifs, d’une salle pour les premiers secours. La structure générale est en béton armé.
La caractéristique de l'architecture reflète une approche expressionniste et de modernisme.
Le renouvellement du sol a été achevé en 2008. Les tuyaux de chauffage sous le terrain ont été connectés encore cette année. Ce processus est appelé couche élastique (e-couche) se situant sous le gazon artificiel.
Eric Harrison consultant de la FIFA a donné le rapport positif rendant disponible pour les compétitions officielles,.
Après 75 jours de renouvellement et avec la dernière génération de gazon artificiel, le stade est devenue un stade 2 étoiles avec la certification de la FIFA.
En 2018, le stade est démoli il sera remplacé par le Stade Eryaman construit en banlieue.